# اوپنوایلر
اوپنوایلر (به آلمانی: Oppenweiler) یک شهر در آلمان است که در رمس-مور واقع شده‌است. اوپنوایلر ۴٬۲۶۵ نفر جمعیت دارد.